# Bojana Novakovic
Bojana Novaković (en serbio: Бојана Новаковић
Belgrado, 17 de noviembre de 1981) es una actriz serbio-australiana conocida por haber interpretado a Emma Craven en la película Edge of Darkness.

## Biografía
Novakovic es hija de un ingeniero y de una artista. Su hermana menor es la actriz Valentina Novaković.
En 2002 se graduó de la prestigiosa escuela National Institute of Dramatic Art (NIDA) con un grado en actuación.
En 2013 comenzó a salir con el actor estadounidense Jason Segel, sin embargo la relación terminó más tarde.

## Carrera
Bojana tiene su propia compañía de teatro independiente llamada Ride On Theatre junto a Tanya Goldberg. 
En 2004 se unió al elenco de la serie The Cooks donde interpretó a Raffa hasta 2005 después de que la serie fue cancelada. 
En 2007 se unió al elenco principal de la serie Satisfaction donde interpretó a la trabajadora sexual Tippi, hasta la segunda temporada. Ese mismo año escribió y dirigió Sugar la cual se estrenó en el Adelaide Fringe Festival.
En 2008 obtuvo un pequeño papel en la película Seven Pounds, interpretada por Will Smith y Rosario Dawson. Ese mismo año adaptó y dirigió la obra Fake Porno la cual protagonizó su amiga la actriz Peta Sergeant, la obra se estrenó en Melbourne. 
En 2010 se unió al elenco de la película Edge of Darkness, donde interpretó a Emma Craven la hija de Thomas Craven (Mel Gibson).
En 2014 se unió a la serie Rake la versión norteamericana de la serie australiana con el mismo nombre, donde interpretó a Melissa "Nikki" Partridge, una ex-acompañante con la que el abogado Keegan Joye (Greg Kinnear) tiene encuentros y que luego se convierte en abogada, hasta el final de la serie ese mismo año luego de que el programa fuera cancelado tras finalizar su primera temporada.
A finales de marzo de 2016 se anunció que Bojana se había unido al elenco principal del drama Four Stars, donde dará vida a la periodista Ali Buckley, en la serie compartirá créditos con el actor Wilmer Valderrama.
A principios de diciembre del mismo año se anunció que Novakovic se había unido al elenco de una nueva serie creada por la CBS.
En enero de 2017 se anunció que se había unido al elenco de la película I, Tonya donde interpretó a Doddie Teachman, la segunda entrenadora de Tonya Harding (Margot Robbie).

## Filmografía

### Películas
| Año  | Título                    | Personaje               | Notas |
| ---- | ------------------------- | ----------------------- | --- |
| 2018 | I, Tonya                  | Doddie Teachman         | junto a Margot Robbie, Caitlin Carver y Mckenna Grace                                                       |
| 2015 | The Hallow                | Clare                   | |
| 2015 | Beyond Skyline            | Audrey                  | |
| 2015 | Shadows from the Sky      | Dra. Valentina Federova | junto a Talia Shire, John Rhys-Davies, Sean Bean, Yvonne Strahovski, Nathalia Ramos y Clayton Watson        |
| 2014 | Teenage Kicks             | Annuska                 | junto a Sophie Lowe, Sophie Lowe y Miles Szanto                                                             |
| 2014 | The Little Death          | Maeve                   | junto a Lisa McCune, Josh Lawson, Damon Herriman, Lachy Hulme, Ben Lawson, Patrick Brammall y Zoe Carides   |
| 2012 | The King Is Dead          | Therese                 | junto a Luke Ford, Anthony Hayes y Dan Wyllie                                                               |
| 2012 | Generation Um...          | Violet                  | junto a Keanu Reeves y Adelaide Clemens                                                                     |
| 2012 | Not Suitable for Children | Ava                     | junto a Ryan Kwanten, Alice Parkinson, Daniel Henshall y Ryan Corr                                          |
| 2011 | Burning Man               | Sarah                   | junto a Matthew Goode, Essie Davis, Rachel Griffiths, Anthony Hayes y Marta Dusseldorp                      |
| 2010 | Sisanje                   | Mina                    | junto a Viktor Savic y Nikola Kojo                                                                          |
| 2010 | Devil                     | Sarah Caraway           | junto a Chris Messina, Logan Marshall-Green y Jenny O'Hara                                                  |
| 2010 | Edge of Darkness          | Emma Craven             | junto a Mel Gibson, Ray Winstone y Danny Huston                                                             |
| 2009 | Arrástrame al infierno    | Ilenka Ganush           | junto a Alison Lohman, Justin Long y Lorna Raver                                                            |
| 2008 | Seven Pounds              | Julie                   | junto a Rosario Dawson                                                                                      |
| 2006 | BlackJack: At the Gates   | Nikki                   | junto a Gigi Edgley y Robert Mammone                                                                        |
| 2006 | Optimisti                 | Marina                  | junto a Lazar Ristovski y Tihomir Arsic                                                                     |
| 2006 | Solo                      | Billie                  | junto a John Boxer, Tony Barry y Colin Friels                                                               |
| 2005 | The Eye Inside            | Mademoiselle "X"        | corto - junto a Helmut Bakaitis y Jonathan Gavin                                                            |
| 2004 | Everything Goes           | Amiga de Brianie        | corto - junto a Hugo Weaving, Abbie Cornish y Sullivan Stapleton                                            |
| 2004 | Thunderstruck             | Anna                    | junto a Damon Gameau, Stephen Curry, Ryan Johnson, Callan Mulvey y Sam Worthington                          |
| 2003 | Making Time               | Randa                   | junto a Abe Forsythe, Matthew Le Nevez, Geoff Morrell, Lindsay Farris y Abbie Cornish                       |
| 2000 | The Monkey's Mask         | Tianna                  | junto a Susie Porter, Marton Csokas, Chris Haywood y Gigi Edgley                                            |
| 1999 | Strange Fits of Passion   | Jaya                    | junto a Jack Finsterer, Samuel Johnson y Nathan Page                                                        |
| 1997 | Blackrock                 | Tracy                   | junto a Heath Ledger, Justine Clarke, Simon Lyndon, Essie Davis, John Howard, Geoff Morrell y Linda Cropper |

### Series de televisión
| Año           | Título          | Personaje                 | Notas                               |
| ------------- | --------------- | ------------------------- | ----------------------------------- |
| 2016-presente | Four Stars      | Ali Buckley               | –                                   |
| 2015          | Shameless US    | Bianca                    | 4 episodios                         |
| 2014          | Rake            | Melissa "Nikki" Partridge | 12 episodios                        |
| 2007-2009     | Satisfaction    | Tippi                     | 20 episodios                        |
| 2004-2005     | The Cooks       | Raffa                     | 13 episodios                        |
| 2000          | Water Rats      | Sarah Schreiber           | episodio "A Day to Remember"        |
| 1999          | All Saints      | Rachel Carpenter          | episodio "Ghosts of Christmas Past" |
| 1999          | Murder Call     | Sophie Misfud             | episodio "Bad Business"             |
| 1999          | Big Sky         | Leisa                     | episodio "Desperate Measures"       |
| 1998-1999     | Wildside        | Vildana Asimovic          | 2 episodios                         |
| 1998-1999     | Heartbreak High | Tasha                     | 2 episodios                         |
| 1994          | House of Fun    | Gimnasta                  | –                                   |

### Directora
| Año  | Título                   | Notas      |
| ---- | ------------------------ | ---------- |
| 2008 | Family Stories: Belgrade | obra       |
| 2008 | Fake Porno               | obra       |
|      | The Forbidden Aunt       | documental |

### Teatro
| Año                         | Obra                                 | Personaje | Director (a)      | Teatro              | Notas                                                   |
| --------------------------- | ------------------------------------ | --------- | ----------------- | ------------------- | ------------------------------------------------------- |
| 2011–2012                   | The Story of Mary MacLane By Herself | –         | Tanya Goldberg    | Beckett Theatre     | junto a Tim Rogers y Dan Witton                         |
| 2009                        | Woyzeck                              | –         | Michael Kantor    | Malthouse Theatre   | junto a Socratis Otto y Tim Rogers                      |
| 2007                        | Criminology                          | Una       | Rosemary Myers    | Malthouse Theatre   | junto a Luke Ryan, Samantha Tolj y Jing-Xuan Chan       |
| 2007                        | Sugar                                | –         | –                 | –                   | –                                                       |
| 2006                        | Strange Fruit                        | –         | Wayne Blair       | Sydney Theatre      | junto a Patrick Dickson y Jody Kennedy                  |
| 2006                        | Family Stories                       | –         | Patrick Nolan     | New Theatre         | junto a Rosalind Hammond, Peter Houghton y Bert Labonte |
| 2006                        | The Female of the Species            | –         | Patrick Nolan     | Melbourne Theatre   | junto a Michael Carman, Peter Houghton y Bert Labonte   |
| 2006                        | Eldorado                             | –         | Benedict Andrews  | Malthouse Theatre   | junto a Gillian Jones, Hamish Michael y Alison Whyte    |
| 2006                        | Debris                               | –         | Tanya Goldberg    | Old Ftz. Theatre    | junto a Thomas Campbell                                 |
| 2005                        | Death Variations                     | –         | Neil Armfield     | Downstairs Theatre  | junto a Patrick Dickson, Linda Cropper y David Lyons    |
| 2003–2005                   | Necessary Targets                    | –         | Pete Nettell      | Malthouse Theatre   | junto a Danielle Antaki, Holly Jones y Kym Vercoe       |
| 2004                        | The V. Monologues                    | –         | –                 | Footbridge Theatre  | junto a Genevieve Lemon, Genevieve Picot y Abi Tucker   |
| 2004                        | Loveplay                             | –         | –                 | Belvoir St. Theatre | –                                                       |
| 2003                        | These People                         | –         | Benjamin Winspear | Sydney Theatre      | junto a John Gregg, Geraldine Turner y Matthew Wittet   |
| 1999                        | Romeo and Juliet                     | –         | Wesley Enoch      | Civic Theatre       | junto a Wayne Blair, Myles Pollard y David Whitney      |
| –                           | Away                                 | –         | –                 | Sydney Theatre      | –                                                       |
| AusStage – Bojana Novakovic |                                      |           |                   |                     |                                                         |

## Premios y nominaciones
| Año  | Categoría                                                      | Premio                  | Película/Serie/Obra | Resultado |
| ---- | -------------------------------------------------------------- | ----------------------- | ------------------- | --------- |
| 2010 | Best Actress                                                   | AFI International Award | Edge of Darkness    | Nominada  |
| 2009 | Best Supporting Actress                                        | Helpmann Award          | Woyzeck             | Nominada  |
| 2008 | Most Outstanding Performance by an Actor - Female              | ASTRA Award             | Satisfaction        | Nominada  |
| 2007 | Best Actress                                                   | Green Room Award        | Criminology         | Nominada  |
| 2006 | Best Supporting Actress                                        | Helpmann Award          | Eldorado            | Nominada  |
| 2006 | Best Actress                                                   | Green Room Award        | Derbi               | Nominada  |
| 2004 | Best Actress in a Leading Role in a Television Drama or Comedy | AFI Award               | Marking Time        | Ganadora  |